# Ліпінське (Піський повіт)
Ліпінське (пол. Lipińskie, нім. Eschenried) — село в Польщі, у гміні Біла Піська Піського повіту Вармінсько-Мазурського воєводства.
Населення — 65 осіб (2011).

## Демографія
Демографічна структура станом на 31 березня 2011 року:
|          | Загалом | Допрацездатний вік | Працездатний вік | Постпрацездатний вік |
| -------- | ------- | ------------------ | ---------------- | -------------------- |
| Чоловіки | 32      | 8                  | 20               | 4                    |
| Жінки    | 33      | 9                  | 17               | 7                    |
| Разом    | 65      | 17                 | 37               | 11                   |